# El Tequesquite
El Tequesquite es una localidad del estado mexicano de Michoacán. Es parte del municipio de Yurécuaro.

## Demografía
| Gráfica de evolución demográfica |
|                                  |

| Censo | Población |
| ----- | --------- |
| 1900  | 120       |
| 1910  | 153       |
| 1921  | 220       |
| 1930  | 251       |
| 1940  | 237       |
| 1950  | 286       |
| 1960  | 411       |
| 1970  | 508       |
| 1980  | 645       |
| 1990  | 871       |
| 2000  | 1017      |
| 2010  | 1161      |
| 2020  | 1129      |